# Prva hrvatska nogometna liga (2014/2015)
Prva hrvatska nogometna liga 2014/2015 (oficjalnie znana jako MAXtv Prva Liga ze względów sponsorskich) była 24. edycją najwyższej klasy rozgrywkowej piłki nożnej w Chorwacji. 
Brało w niej udział 10 drużyn, które w okresie od 18 lipca 2014 do 30 maja 2015 rozegrały 36 kolejek meczów. 
Tytuł mistrzowski obroniła drużyna Dinamo Zagrzeb zdobywając dziesiąty tytuł z rzędu, a siedemnasty w swojej historii.

## Drużyny
| Uczestnicy poprzedniej edycji                                                                                 | Uczestnicy poprzedniej edycji | Uczestnicy poprzedniej edycji | Uczestnicy poprzedniej edycji |
| --- | ----------------------------- | ----------------------------- | ----------------------------- |
| DIN | Dinamo Zagrzeb                | 1                             |                               |
| RIJ | HNK Rijeka                    | 2                             |                               |
| HAJ | Hajduk Split                  | 3                             |                               |
| RSP | RNK Split                     | 4                             |                               |
| LOK | Lokomotiva Zagrzeb            | 5                             |                               |
| IST | Istra 1961                    | 6                             |                               |
| ZAD | NK Zadar                      | 7                             |                               |
| OSI | NK Osijek                     | 8                             |                               |
| Zwycięzca baraży o utrzymanie                                                                                 |                               |                               |                               |
| SLA | Slaven Belupo                 | 9                             |                               |
| Awans z Druga hrvatska nogometna liga                                                                         |                               |                               |                               |
| ZAG | NK Zagreb                     | 1                             |                               |
| Oznaczenia: - kolumna pierwsza – skróty nazw drużyn, - kolumna trzecia – miejsce zajęte w poprzednim sezonie. |                               |                               |                               |

## Tabela
| Lp. | Drużyna               | M  | Z  | R  | P  | B+ | B- | +/– | Pkt | Kwalifikacja lub spadek                      |
| --- | --------------------- | -- | -- | -- | -- | -- | -- | --- | --- | -------------------------------------------- |
| 1   | Dinamo Zagrzeb (M, P) | 36 | 26 | 10 | 0  | 85 | 21 | +64 | 88  | Liga Mistrzów UEFA • II runda kwalifikacyjna |
| 2   | Rijeka                | 36 | 22 | 9  | 5  | 76 | 29 | +47 | 75  | Liga Europy UEFA • II runda kwalifikacyjna   |
| 3   | Hajduk Split          | 36 | 15 | 8  | 13 | 59 | 56 | +3  | 50  | Liga Europy UEFA • I runda kwalifikacyjna    |
| 4   | Lokomotiva            | 36 | 13 | 7  | 16 | 59 | 68 | −9  | 46  | Liga Europy UEFA • I runda kwalifikacyjna    |
| 5   | NK Zagreb             | 36 | 13 | 7  | 16 | 45 | 54 | −9  | 46  |                                              |
| 6   | Slaven Belupo         | 36 | 11 | 9  | 16 | 38 | 49 | −11 | 42  |                                              |
| 7   | RNK Split             | 36 | 9  | 14 | 13 | 42 | 49 | −7  | 41  |                                              |
| 8   | Osijek                | 36 | 10 | 6  | 20 | 42 | 59 | −17 | 36  |                                              |
| 9   | Istra 1961 (B)        | 36 | 7  | 14 | 15 | 36 | 59 | −23 | 35  | Baraże o utrzymanie                          |
| 10  | Zadar (S)             | 36 | 8  | 8  | 20 | 37 | 75 | −38 | 32  | Spadek do Druga hrvatska nogometna liga      |

1. ↑  Hajdukowi Split odjęto trzy punkty za nierozegranie meczu 16 kolejki z Dinamo Zagrzeb[1].

## Wyniki
| Gospodarz \ Gość | DIN | HJD | IST | LOK | OSI | NKR | SLA | RSP | ZAD | NKZ | DIN | HJD | IST | LOK | OSI | NKR | SLA | RSP | ZAD | NKZ |
| ---------------- | --- | --- | --- | --- | --- | --- | --- | --- | --- | --- | --- | --- | --- | --- | --- | --- | --- | --- | --- | --- |
| Dinamo Zagrzeb   |     | 3–0 | 2–0 | 3–0 | 5–0 | 3–0 | 4–0 | 1–0 | 5–0 | 1–1 |     | 4–0 | 4–1 | 2–1 | 3–0 | 4–0 | 3–2 | 2–0 | 2–0 | 2–0 |
| Hajduk Split     | 2–3 |     | 1–1 | 2–2 | 2–1 | 1–1 | 2–0 | 2–1 | 6–0 | 0–2 | 1–1 |     | 5–3 | 2–1 | 3–2 | 1–2 | 2–1 | 1–2 | 2–2 | 1–0 |
| Istra 1961       | 0–4 | 0–2 |     | 3–2 | 0–0 | 0–1 | 1–0 | 2–0 | 1–1 | 1–2 | 1–1 | 3–2 |     | 1–1 | 1–0 | 0–0 | 2–2 | 1–1 | 0–0 | 2–1 |
| Lokomotiva       | 3–4 | 2–5 | 4–2 |     | 2–0 | 2–1 | 0–0 | 1–1 | 0–1 | 3–0 | 1–2 | 2–1 | 1–2 |     | 2–2 | 1–0 | 2–0 | 0–3 | 1–5 | 1–2 |
| Osijek           | 1–2 | 2–0 | 1–1 | 1–4 |     | 0–1 | 2–3 | 1–1 | 4–1 | 1–0 | 1–1 | 0–1 | 1–0 | 0–2 |     | 0–0 | 3–2 | 4–0 | 2–1 | 1–0 |
| Rijeka           | 1–2 | 4–2 | 3–1 | 6–0 | 2–1 |     | 3–0 | 1–1 | 6–1 | 3–0 | 2–2 | 3–0 | 3–0 | 5–0 | 3–0 |     | 1–1 | 2–0 | 4–0 | 4–1 |
| Slaven Belupo    | 0–0 | 0–1 | 1–1 | 0–2 | 2–0 | 1–1 |     | 1–0 | 4–0 | 3–2 | 0–0 | 0–2 | 2–1 | 4–0 | 2–1 | 1–1 |     | 1–0 | 2–0 | 2–1 |
| RNK Split        | 0–0 | 1–1 | 1–1 | 2–2 | 3–0 | 0–3 | 2–0 |     | 3–0 | 2–2 | 1–5 | 1–1 | 2–2 | 0–1 | 3–2 | 1–1 | 2–0 |     | 1–1 | 1–2 |
| Zadar            | 1–3 | 0–3 | 1–1 | 2–5 | 2–1 | 0–1 | 4–0 | 1–2 |     | 2–2 | 0–1 | 2–0 | 2–0 | 2–2 | 3–1 | 0–2 | 1–0 | 1–1 |     | 0–1 |
| NK Zagreb        | 0–0 | 2–2 | 1–0 | 2–0 | 1–2 | 1–3 | 2–1 | 1–1 | 3–0 |     | 1–1 | 2–0 | 4–0 | 0–6 | 0–4 | 1–2 | 1–0 | 1–2 | 3–0 |     |

1. ↑  Dinamo Zagrzeb przyznano walkower.

## Baraże o utrzymanie
Istra 1961 utrzymała się w lidze, ponieważ Radnik Sesvete, który zakwalifikował się do baraży, nie otrzymał licencji na rozgrywanie meczów na stadionie Sv. Josip Radnik, odmawiając jednocześnie grania na Maksimir.

## Najlepsi strzelcy
| Bramki | Strzelcy               | Drużyna                     |
| ------ | ---------------------- | --------------------------- |
| 21     | Andrej Kramarić        | Rijeka                      |
| 20     | Ángelo Henríquez       | Dinamo Zagrzeb              |
| 16     | Dejan Radonjić         | Istra 1961                  |
| 13     | Gabrijel Boban         | NK Zagreb                   |
| 12     | Duje Čop               | Dinamo Zagrzeb              |
| 11     | El Arbi Hillel Soudani | Dinamo Zagrzeb              |
| 11     | Marko Pjaca            | Dinamo Zagrzeb              |
| 10     | Marko Mirić            | Slaven Belupo               |
| 10     | Domagoj Pavičić        | Lokomotiva / Dinamo Zagrzeb |
| 10     | Sokol Cikalleshi       | RNK Split                   |

Źródło: transfermarkt

## Stadiony
| Dinamo Zagrzeb |
| Maksimir       |
| 37 168         |
|                |

| Hajduk Split |
| Poljud       |
| 34 448       |
|              |

| Istra 1961   |
| Aldo Drosina |
| 8 923        |
|              |

| Lokomotiva Zagrzeb |
| Maksimir           |
| 37 168             |
|                    |

| Osijek      |
| Gradski vrt |
| 22 050      |
|             |

| Rijeka   |
| Kantrida |
| 12 600   |
|          |

| Slaven Belupo   |
| Gradski stadion |
| 3 059           |
|                 |

| RNK Split    |
| Park mladeži |
| 4 075        |
|              |

| Zadar   |
| Stanovi |
| 5 860   |
|         |

| Zagreb        |
| Kranjčevićeva |
| 8 850         |
|               |